# Christian Grappe
Pour les articles homonymes, voir Grappe (homonymie).
Christian Grappe, né le 24 juin 1957 à Strasbourg, est un bibliste et théologien protestant français. Il est professeur de Nouveau Testament à la faculté de théologie protestante de Strasbourg.

## Parcours de formation et responsabilités universitaires
Christian Grappe a commencé sa carrière en tant qu'assistant à la faculté de théologie de l'université de Genève entre 1987-1990. Il soutient une thèse de doctorat en théologie intitulée D'un Temple à l'autre. Pierre et l'Église primitive de Jérusalem sous la direction du professeur Étienne Trocmé en 1989. Il soutient une thèse d'État intitulée Images de Pierre aux deux premiers siècles en 1992 et une habilitation universitaire.
Depuis 1993, Christian Grappe est professeur de Nouveau Testament à la faculté de théologie protestante de Strasbourg, où il occupe également le poste de directeur adjoint de l’École de théologie et de sciences religieuses ED270. Il est également directeur du Groupe de recherches inter-testamentaires (GDRI). Il a été doyen de la faculté de théologie protestante de Strasbourg (2006-2010).

## Recherches scientifiques
Il est spécialiste du Nouveau Testament et de la littérature intertestamentaire, s'intéressant particulièrement à l'histoire des origines du mouvement chrétien, et notamment à l'Église primitive de Jérusalem (Ier siècle), au contexte de son émergence, des proximités entre la théologie de cette communauté sur le plan institutionnel et des idées avec d'autres courants, notamment le courant essénien de Qumran. L'historien François Blanchetière reproche à son travail de relever de la théologie néotestamentaire sans l'annoncer.
Il s'est particulièrement intéressé à la place et à l'autorité de l'apôtre Pierre au sein de l'Église primitive de Jérusalem. Il étudie « la personne historique de Pierre, principalement dans ses rapports avec le groupe des disciples de Jésus et avec la communauté primitive de Jérusalem ». Il étudie la place prise par Pierre dans l'organisation de l'Église ainsi qu'à la contribution de l'apôtre à la réflexion christologique au sein de la communauté de Jérusalem. Il a étudié « la naissance d'une tradition relative à Pierre » et aux « mobiles de son départ définitif » de cette communauté.

## Responsabilités éditoriales
Il est rédacteur en chef de la Revue d'histoire et de philosophie religieuses depuis 2006, revue dont il a été secrétaire de rédaction (1993-2006). Il est membre de la Studiorum Novi Testamenti Societas, du comité éditorial de la collection « Commentaire du Nouveau Testament » Labor et Fides, membre du comité éditorial de la collection « Le Monde de la Bible. Il a été membre du comité éditorial de la revue New Testament Studies (2002-2005)

## Sélection de publications
- D'un Temple à l'autre. Pierre et l'Église primitive de Jérusalem, Paris, Presses universitaires de France, 1992, 371 p. (ISBN 978-2-13-043628-7)
- Christian Grappe, Images de Pierre aux deux premiers siècles, Paris, Presses universitaires de France, 1995, 349 p. (ISBN 978-2-13-046870-7)
- Le sacrifice. Vocation et subversion du sacrifice dans les deux Testaments, Genève, Labor et Fides, 1998, 90 p. (ISBN 978-2-8309-0880-0, lire en ligne)
- Le Royaume de Dieu, avant, avec et après Jésus, Genève, Labor et Fides, 2001, 299 p. (ISBN 978-2-8309-0994-4, lire en ligne)
- Initiation au monde du Nouveau Testament, Genève, Labor et Fides, 2010, 319 p. (ISBN 978-2-8309-1394-1, lire en ligne)
- L’au-delà de la Bible : le temporel et le spatial, Genève, Labor et Fides, 2014, 320 p. (ISBN 978-2-8309-1562-4)